# Flaviarosa Nicoletti Rossini
Flaviarosa Rossini (... – 15 de noviembre de 1982) fue una traductora e hispanista italiana.

## Biografía
Flaviarosa Nicoletti Rossini estudió los periodos romántico y post-romántico de la literatura española. Tradujo a numerosos autores españoles y al francés Sade. Estuvo casada con Gianni Nicoletti.

## Obras

### Ediciones
- Miguel de Unamuno, Romanzi e drammi, Roma, Casini, 1955
- Pedro de Alarcón, Novelle scelte, Turín, UTET, 1961
- José Zorrilla, Teatro, Turín, UTET, 1974

### Traducciones
- Teresa d'Avila, Il libro della sua vita, Turín, UTET, 1954
- Clarín, La presidentessa, Turín, UTET, 1960 (también editora); Collana I Millenni, Turín, Einaudi, 1989
- Michel de Ghelderode, Escuriale; La scuola dei buffoni, Turín, Einaudi, 1963 (con Gianni Nicoletti)
- Alejandro Casona, La dama dell'alba: polittico in quattro atti, Turín, Einaudi, 1964
- Julio Cortázar, Bestiario, Turín, Einaudi, 1965 (con Cesco Vian)
- Jean-Jacques Sempé, Le ricreazioni di Nicolino, Turín, ERI, 1967
- Julio Cortázar, Il gioco del mondo, Turín, Einaudi, 1969
- Julio Cortázar, Storie di cronopios e di fama, Torino, Einaudi, 1971
- José María de Pereda, Pedro Sánchez, Turín, UTET, 1972
- Aloys Zotl, 1803-1887, Parma, Ricci, 1972 (con G. Mariotti)
- Julio Cortázar, Componibile 62, Turín, Einaudi, 1974
- Hernán Valdés, Tejas Verdes: diario di un prigioniero di Pinochet, Milán, Bompiani, 1977
- Donatien Alphonse François de Sade, La nuova Justine, ovvero Le sciagure della virtù, Roma, Newton Compton, 1979 (2 vol.)
- Julio Cortázar, Qualcuno che passa di qui, Milán, Guanda, 1984